# Truncatoflabellum candeanum
Espèce
Statut CITES
 Truncatoflabellum carinatum est une espèce de coraux appartenant à la famille des Flabellidae.